# By the People, For the People
By the People, For the People es un álbum recopilatorio de la banda estadounidense de metal alternativo Mudvayne, que contiene canciones en vivo, rarezas y demos, así como dos nuevas grabaciones: el sencillo "Dull Boy" y "King of Pain", una versión de la banda inglesa The Police. El título del disco es porque Mudvayne quiso dar una oportunidad a los fans de que participaran en la edición del mismo.

## Lista de canciones
1. "Dig" (en directo) – 4:28
2. "Silenced" (demo) – 2:59
3. "Dull Boy" – 4:15
4. "Death Blooms" (demo) – 4:24
5. "Fall Into Sleep" (demo) – 3:41
6. "Not Falling" (demo) – 4:03
7. "-1" (en directo) – 4:49
8. "Happy?" (demo) – 3:43
9. "(Per) Version of a Truth" (demo) – 4:41
10. "World So Cold" (en directo) – 6:20
11. "On the Move" – 3:55
12. "Goodbye" – 6:42
13. "Skrying" (demo) – 5:11
14. "All That You Are" (demo) – 4:48
15. "Forget to Remember" (acústico) – 3:38
16. "King of Pain" (versión de The Police) – 4:36

## Créditos
- Chad Gray – voz
- Greg Tribbett – guitarra
- Ryan Martinie – bajo
- Matthew McDonough – batería
- Dave Fortman – producción